# イッテンチョウチョウウオ
イッテンチョウチョウウオ（一点蝶々魚、学名：Chaetodon unimaculatus）は、スズキ目チョウチョウウオ科に分類される魚類の一種。和名と種小名は「一つの点」を、英名は「涙のしずく」を意味する。

## 形態
- 全長20cm。
- 吻が太い。
- 体側左右にそれぞれ学名、和名の由来である一つの点がある。点の形は個体差があり、丸いものもあれば、まるで淡墨で塗ったかのような滲んだものもある。

よく似た種

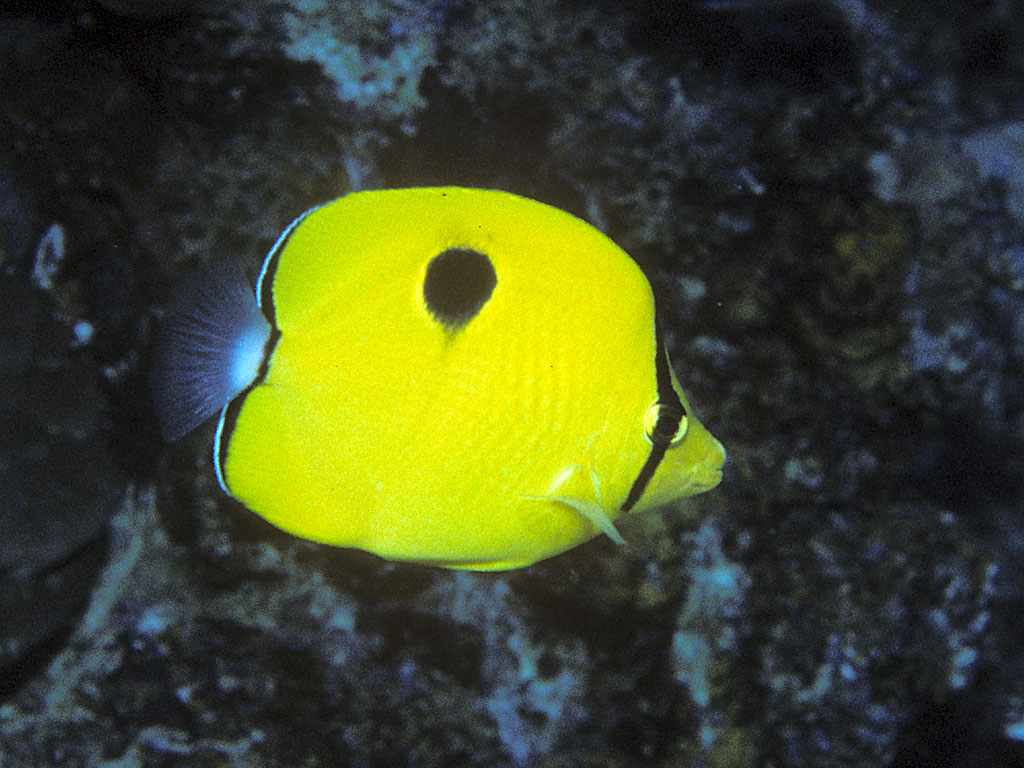
インドイッテンチョウチョウウオ

よく似た種としてインドイッテンチョウチョウウオがいる。見分け方は、黄色の部分が、本種は体側上方と腹鰭、臀鰭だけであるのに対し、インドイッテンチョウは体全体である。また、本種は太平洋に生息するのに対し、インドイッテンチョウはインド洋に生息する。

## 生態
雑食で、ウミキノコのようなソフトコーラルを主に、カイメン、藻類などを食べる。
水深1-60mのサンゴ礁域に生息する。

## 分布
西・中部太平洋。

## 人とのかかわり
観賞魚。幼魚から飼うと餌をよく食べ、よく育ち、丈夫である。